# Primordialism
Primordialism, även perennialism, är tanken att något är av naturen definierat eller "naturligt". Begreppet används inom  humaniora som motsats till konstruktivism och används främst som ett argument för att legitimera nationalism utifrån etnicitet.
En av de mest framstående forskarna inom detta område heter Anthony D. Smith som 1986 publicerade The Ethnic Origins of Nations där han definierar vad som enligt primordialisterna ska anses få kallas för ethnie, det vill säga folk.
Enligt Smith själv är han knappast primordialist. I boken Nationalism, där han redogör för forskningsområdet nationalism, presenterar han primordialism som en idéströmning som härstammar från Rousseau och hans ”tillbaka till naturen”-ideologi. Primordialismen anser att nationerna är något ursprungligt mänskligt, att myten om ursprunget till stor del är lika med det biologiska ursprunget. 
Primordialismen svarar mycket väl på frågan varför nationen är sammanhållande, men problemet är att teorin bevisligen inte stämmer. Enligt Smith är primordialismen utspelad som teorisystem, men däremot är de myter som primordialister använt viktiga för förstå varför nationer uppkommit, något som Smith egen teoribildning, etno-symbolismen, använder.